# Breaker (groupe)
Pour les articles homonymes, voir Breaker.
Breaker est un groupe américain de power metal, originaire de Cleveland, en Ohio.

## Histoire
Le groupe est formé en 1982, lorsque les musiciens de deux groupes locaux se rencontrent lors d'une participation à un événement et se découvrent des points communs qui les rapprochent. Le guitariste Don Depew et les frères Michael Klein (guitare) et Mark Klein (batterie) venaient de l'un, Jim Hamar (chant) et le bassiste Ian Shipley venaient de l'autre. La nouvelle formation prend le nom de la chanson éponyme du groupe allemand de metal Accept,,. La première publication est le single autofinancé Blood Money, sorti en 1984. La version de la chanson devait être différente de celle qui figurait plus tard sur le premier album. Comme une tournée des clubs aurait dû être organisée et financée seule, elle n'a pas pu avoir lieu. Leur promoteur Bill Peters les a aidés d'une autre manière en publiant le Cleveland Metal Sampler, sur lequel figuraient alors deux morceaux de Breaker, 10 Seconds In et Walking the Wire (autrement inédits). Il fonde également Auburn Records, où le premier album Get Tough ! sort en vinyle et en cassette en 1987. Beaucoup de temps s'écoule jusqu'alors, la faute à Jim Hamar qui doute de sa vocation de chanteur. Hamar quitte en outre brièvement le groupe en juillet 1987, ce qui avait repoussé le travail sur Get Tough !. Une fois le projet terminé, on demande à Hamar de partir afin de pouvoir travailler de manière plus fluide à l'avenir. Différents chanteurs sont alors testés, mais personne ne fait l'affaire, si bien que Hamar est rappelé trois ans après son départ. En 1992, lors de l'enregistrement du deuxième album, intitulé Engines of Disaster, Hamar se sent à nouveau incapable de faire son travail. Les enregistrements sont alors interrompus et le groupe est mis en veilleuse. Le seul album est réédité sous forme de double CD, sort en 2003 (le CD bonus s'appelle Get Tougher !).
Don Depew rejoint le groupe Cobra Verde. En outre, il fonde avec les frères Klein un studio sans restriction de style. Depew faisait donc de la musique à plein temps et s'occupait des tâches principales du studio. D'une part, Mark Klein regrettait de ne pas pouvoir être aussi actif lui-même, d'autre part, il devait s'occuper de choses privées.
En 1999, les musiciens ont fouillé dans leurs cassettes parce que Peters travaillait sur la réédition mentionnée plus du matériel bonus. C'est à cette occasion qu'ils jamment et qu'une reprise de la chanson Breaker d'Accept voit le jour. Face à ce sentiment de bonheur, personne ne voulait attendre la réédition coûteuse, c'est pourquoi ils décident de lancer un EP sous le nom d'Accept. Le groupe était composé de Depew, du frère et de la sœur Klein, de Jim Hamar et de Brook Hodges à la place de Ian Shipley à la basse. C'est dans cette formation que le groupe joue la même année en première partie du Michael Schenker Group et l'année suivante au Wacken Open Air.
Dans les années qui suivent, le groupe ouvre de nombreux concerts pour des groupes comme Metallica, Frank Marino, Girlschool ou Nazareth. En 2001, le premier chanteur Jim Hamar quitte le groupe et est remplacé par Greg Wagner. En 2008, Hamar devait rejoindre le groupe pour le festival Bang Your Head à Balingen, mais il ne peut le faire en raison de problèmes vocaux. Ce n'est qu'en 2011 que Breaker fait la première partie d'Anvil, à la surprise générale, avec le line-up original. Pour cela, Shaun Vanek rejoint le groupe en tant que nouveau guitariste. Vanek remplace Nick Giannakos, empêche par son engagement dans son autre groupe Wretch. Giannakos avait lui-même remplacé auparavant le guitariste Michael Klein, qui souffrait d'acouphènes. En 2012, le groupe se produit en tête d'affiche à la fois pour son propre anniversaire et pour le 30e anniversaire de l'émission de radio Metal on Metal de la station WJCU 88,7 FM. Le groupe n'a jamais réussi à dépasser le statut de groupe underground, malgré des critiques euphoriques,. Fin 2012, le groupe confirme d'autres concerts, le guitariste de Shok-Paris Ken Erb jouant pour Michael Klein.

## Style musical
Matthias Herr décrit le groupe comme un groupe de power metal dans son dictionnaire de heavy metal. Jens Häfner écrit également dans US Metal Vol. 2 que le premier album était « un power metal sophistiqué avec d'excellentes mélodies ». Oliver Thöns de Metal Hammer/Crash trouve que l'album était « l'un des meilleurs disques de power metal de ces derniers mois ». La voix de Hagar est excellente et rappelle celle de Geoff Tate. Le travail des guitares est entraînant et les chansons sont parsemées de nombreux changements de tempo. Pour The Metal Observer, le groupe « sonne très orienté vers les guitares et la mélodie ». La voix caractéristique de Jim Hamar se distingue. Vampster parle de « chansons intenses qui respirent ». Le groupe déclare lui-même avoir été influencé au début par UFO, Scorpions et Judas Priest. 

## Discographie

### Albums studio
- 1987 : Get Tough! (vinyle / cassette audio, Auburn Records)
- 2003 : Get Tough! (CD, Auburn Records)
- 2004 : Coffee Breaker Concert (album live, Auburn Records)

### Singles et EP
- 1983 : Blood Money/Afraid of the Dark (Breaker Music)
- 1999 : Accept (Auburn Records)

### Samplers et compilations
- 2000 : Turn up the Fun (Cleveland Metal Concert Sampler) (Auburn Records)
- 2008 : Peace Love Death (Auburn Records)